# RC Slavia Praha
RC Slavia Praha (Rugby club Slavia Praha) je nejstarší český ragbyový klub. Klub byl založen jako ragbyový odbor SK Slavia Praha dne 13. dubna 1927.

## Historie
Klub RC Slavia Praha byl založen 13. dubna 1927 a je nejstarším ragbyovým klubem v České republice. První ragbyový zápas v Praze byl sehrán 7. května 1927 na hřišti S. K. Slavia Praha.
Od té doby se v červenobílých barvách Slavie vystřídalo 8 ragbyových generací, tisíce žáků, dorostenců (kadetů a juniorů), seniorů i veteránů. V období 1927–1934 získal RC Slavia 5 titulů mistra Československa.
Nová historie slávistického ragby začala po 2. světové válce. Od roku 1949 hrají mužstva RC Slavia na hřišti v Tróji. Období padesátých až osmdesátých let patří ke sportovně nejúspěšnějším. Muži získali tituly mistrů republiky sedmkrát (1956, 1957,1958, 1961, 1964, 1969, 1971). Řadu titulů pak získali mladší i starší žáci, kadeti a junioři.
Řada slávistů reprezentovala Československo v barvách národních mužstev. V období, kdy Česko hrálo A divizi Mistrovství Evropy, to byli především Ladislav Vondrášek a Jan Macháček (hrál sedm let v profesionálních ligách ve Walesu, Anglii a Francii). V reprezentacích Česka juniorů, kadetů i žáků hrává řada slávistů.
K výrazným úspěchům, kterými se proslavila ragbyová Slavia v celé ragbyové Evropě, je uspořádání 35 ročníků mezinárodního turnaje kadetů – Slavia Cup – Šiška mladého světa, kterého se v některých ročnících účastnilo i více než 20 družstev z celé Evropy.
Úspěšné byly i zahraniční zájezdy mužů, juniorů, kadetů i žáků do Německa, Francie, Anglie, Walesu, Itálie, Švédska, Polska, Ruska i jinam.
V roce 2010 získala ragbyová Slavia po 39 letech titul mistra ČR, když 19. června 2010 porazila ve finále Tatru Smíchov 11:10.

## Největší úspěchy
- Mistr republiky: 1929, 1930, 1932, 1933, 1934, 1956, 1957, 1958, 1961, 1964, 1969, 1971, 2010
- 2. místo: 1931, 1948, 1950, 1954, 1955, 1960, 1962, 1963, 1966, 2011
- 3. místo: 1952, 1953, 1965, 1973, 1976, 2008, 2012, 2014
- Semifinalista PMEZ: 1965